# Ficus preussii
Ficus preussii là một loài thực vật có hoa trong họ Moraceae. Loài này được Warb. mô tả khoa học đầu tiên năm 1894.